# 八坂大神 (柏市酒井根)
八坂大神（やさかおおかみ）は、千葉県柏市酒井根五丁目（字天王前）の神社。

## 歴史
創建年代は不明である。一説では弘安年間（1278年 – 1288年）としているが、その根拠は不明である。
1733年（享保18年）に、牛頭天王（素戔嗚命も一形態・称号とする神仏習合の神）を奉じて社殿を再建した。
明治初期に、近代社格制度に基づく「村社」に列せられ、1908年（明治41年）の神社合祀により、周辺の3社が合祀された。

## 交通アクセス
- 路線バス光ヶ丘停留所より徒歩3分。